# Lewan Dutschidse
Lewan Dutschidse (georgisch ლევან დუჩიძე Levan Duchidze; * 25. März 1978 in Tbilissi, Georgische SSR, UdSSR) ist ein georgischer Diplomat, der von Januar 2007 bis November 2009 Botschafter seines Landes in der Bundesrepublik Deutschland war mit Sitz in der Georgischen Botschaft in Berlin.

## Leben
Nach dem Schulabschluss in seiner Heimatstadt wollte Dutschidse Tierpfleger werden und hatte sich um eine Stelle in einem Kenianischen Nationalpark beworben. Als daraus nichts wurde, entschied sich Lewan Dutschidse für eine Ausbildung und eine Laufbahn in der Politik und begann ein Studium an der Fakultät für Völkerrecht und internationale Beziehungen der Staatlichen Universität Tiflis, die er im Jahr 2000 abschloss. Noch vor seinem Studienabschluss in Georgien ermöglichte ihm ein Stipendium des Deutschen Akademischen Auslandsdienstes (DAAD), zwei Semester Volkswirtschaftslehre an der Ruhr-Universität Bochum zu studieren, wo er die deutsche Sprache erlernte. Im Herbst 2000 absolvierte Dutschidse ein Masterstudium in Völkerrecht und internationale Beziehungen wiederum an der Tifliser Universität. Hier übernahm er die Leitung der wissenschaftlichen Studentenorganisation an der Fakultät und veröffentlichte die Zeitschrift Geopolitik, die sich mit neueren Theorien und Forschungsansätzen in der Politikwissenschaft befasst.
Von April 2004 bis Anfang 2007 war Lewan Dutschidse Mitglied des georgischen Parlaments für die Partei Vereinte Nationale Bewegung, wo er das Amt des stellvertretenden Vorsitzenden des Parlamentarischen Ausschusses für Auswärtige Angelegenheiten innehatte. Zugleich arbeitete er als Übersetzer in der deutschen Botschaft in Tiflis. Im Jahr 2006 berief ihn die Georgische Regierung als Botschafter nach Berlin.
Nachdem er 2009 das Botschafteramt in Deutschland an seine Nachfolgerin Gabriela von Habsburg übergeben hatte, blieb Dutschidse weiterhin in diplomatischen Diensten seines Landes und ging in die Ukraine (nach Odessa). Hier wurde er zunächst Geschäftsanalyst und Koordinator für Außenbeziehungen der Organisation „Initiativen für eine bessere Ukraine“ und später Koordinator in der International Development Law Organization (IDLO) mit Sitz in Kiew. Mit seiner Hilfe und seinen Erfahrungen erfolgte unter anderem der Ausbau eines Regionalen Zentrums für Verwaltungsdienstleistungen in Charkiw, das sich besonders „der Bekämpfung der Korruption und der Schaffung eines Raums für eine transparente Zusammenarbeit zwischen Behörden und Bürgern“ widmet.
Im Dezember 2014 machte Dutschidse einen weiteren Master an der südkoreanischen Yonsei School of Business in Seoul. Sein Ziel war, seine Führungsfähigkeiten weiterzuentwickeln und seine Kenntnisse der Finanzmärkte und ihrer Triebkräfte besser verstehen zu können.
In seiner Freizeit geht er gern mit Freunden zu Kulturveranstaltungen oder in gute Restaurants. Er hält sich mit Gewichtheben und Jogging fit.
Seine Hobbys sind Fotografie und Tauchen, zu Letzterem ist Dutschidse seit Mai 2012 ein Advanced Open Water Diver (fortgeschrittener Freiwassertaucher).